# Paenungulata
Paenungulata (dal latino paene ossia "quasi" + ungulātus ossia "avente zoccoli") è un clade di "sub-ungulati", che raggruppa tre ordini di mammiferi esistenti: Proboscidea (compreso elefanti), Sirenia (mucche marine, tra cui dugonghi e lamantini), e Hyracoidea (iraci): almeno altri due ordini possibili sono conosciuti solo come fossili, vale a dire Embrithopoda e Desmostylia.
Sebbene le prove morfologiche continuino a sostenere la posizione dei paenungulati tra gli ungulati, le prove molecolari suggeriscono che Paenungulata (o almeno i suoi membri esistenti) fa parte della coorte Afrotheria, un antico assemblaggio di mammiferi prevalentemente africani di grande diversità. Gli altri membri di questa coorte sono gli ordini Afrosoricida (tenrec e talpe d'oro), Macroscelidea (toporagni elefanti) e Tubulidentata (oritteropo).
Dei cinque ordini, gli iraci sono i più basali, seguiti dagli Embrithopoda; gli ordini rimanenti (sireni, desmostyli ed elefanti) sono più strettamente correlati. Questi ultimi tre sono raggruppati come Tethytheria, poiché si ritiene che i loro antenati vivessero sulle rive del mare preistorico di Tetide; tuttavia, recenti studi sulla mioglobina indicano che persino Hyracoidea aveva un antenato acquatico.

## Storia
Nel 1945, George Gaylord Simpson usò le tradizionali tecniche tassonomiche per raggruppare questi mammiferi straordinariamente diversi nel superordine che chiamò Paenungulata ("quasi ungulati"), ma c'erano molti fili sciolti nel svelare la loro genealogia. Ad esempio, gli iraci nel suo Paenungulata presentavano alcune caratteristiche che suggerivano che potessero essere collegati ai Perissodactyla (ungulati dalle dita dispari, come cavalli e rinoceronti). In effetti, i primi tassonomisti posizionarono Hyracoidea più vicino ai rinoceronti a causa della loro dentizione, e anche alcune prove recenti suggeriscono una possibile affinità di Hyracoidea con Perissodactyla piuttosto che con il resto di Paenungulata. Se ciò è vero, ciò significherebbe che i paenungulati non sono un clade.
Successivamente sono state sviluppate tecniche genetiche per ispezionare le differenze di aminoacidi tra le sequenze di emoglobina. I cladogrammi più parsimoniosi rappresentavano la Paenungulata di Simpson come un autentico clade e come uno dei primi gruppi a diversificarsi dai mammiferi placentati basali (Eutheria). Le sequenze di aminoacidi rifiutarono una connessione tra paenungulati esistenti e perissodattili (ungulati a dita dispari).
Tuttavia, un'analisi cladistica del 2014 ha collocato anthracobunidi e desmostylia, due grandi gruppi estinti che sono stati considerati afrotheri non africani, vicini l'uno all'altro all'interno di Perissodactyla.

## Galleria d'immagini

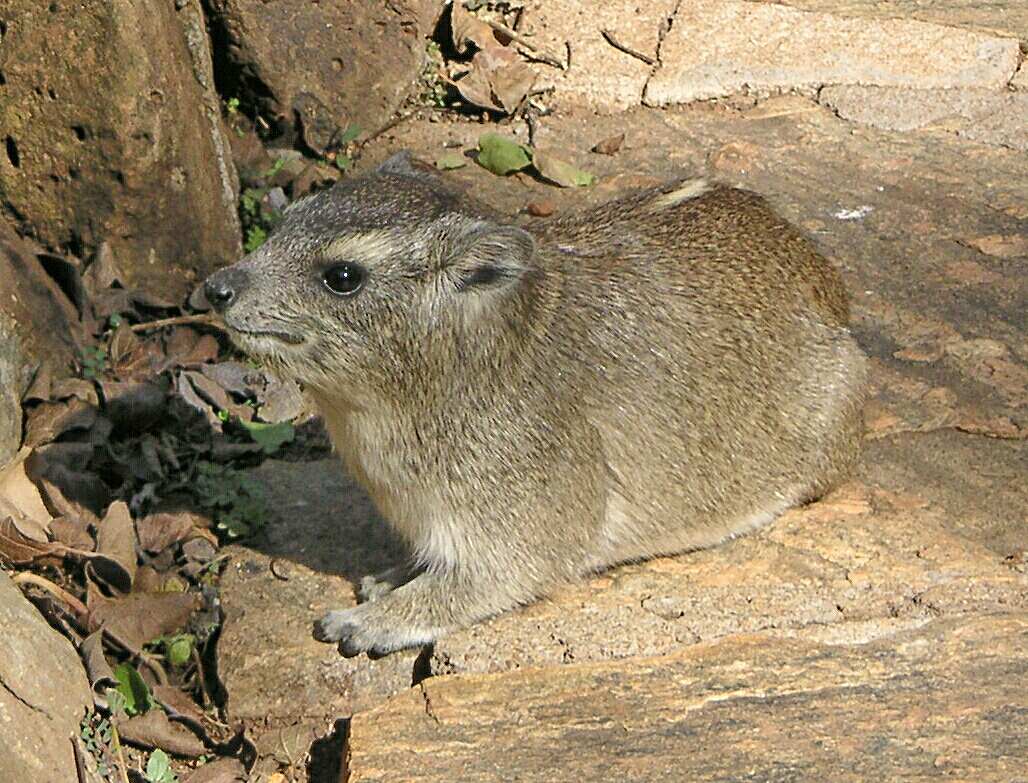
Gli iraci
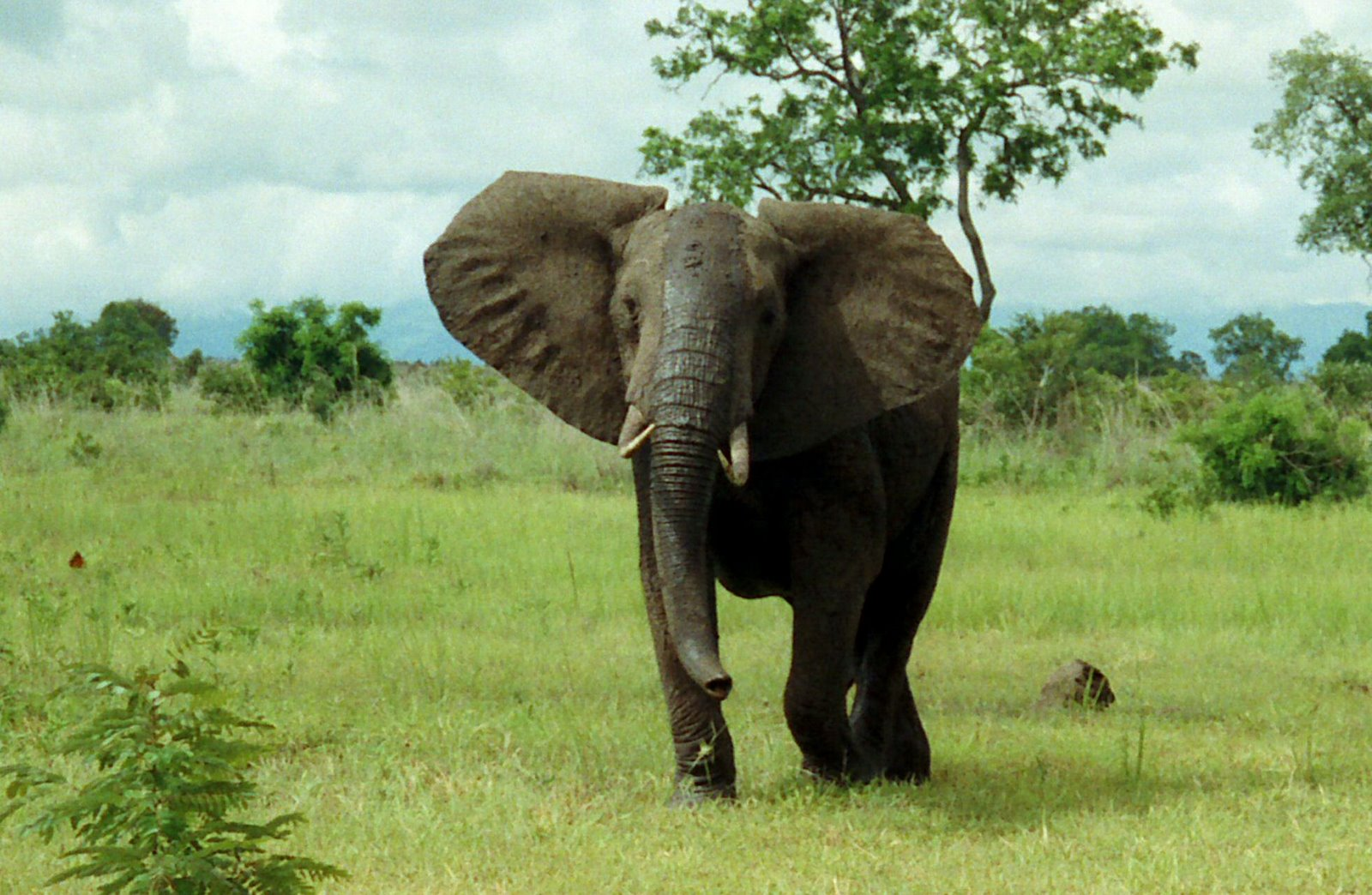
Un maschio di elefante africano
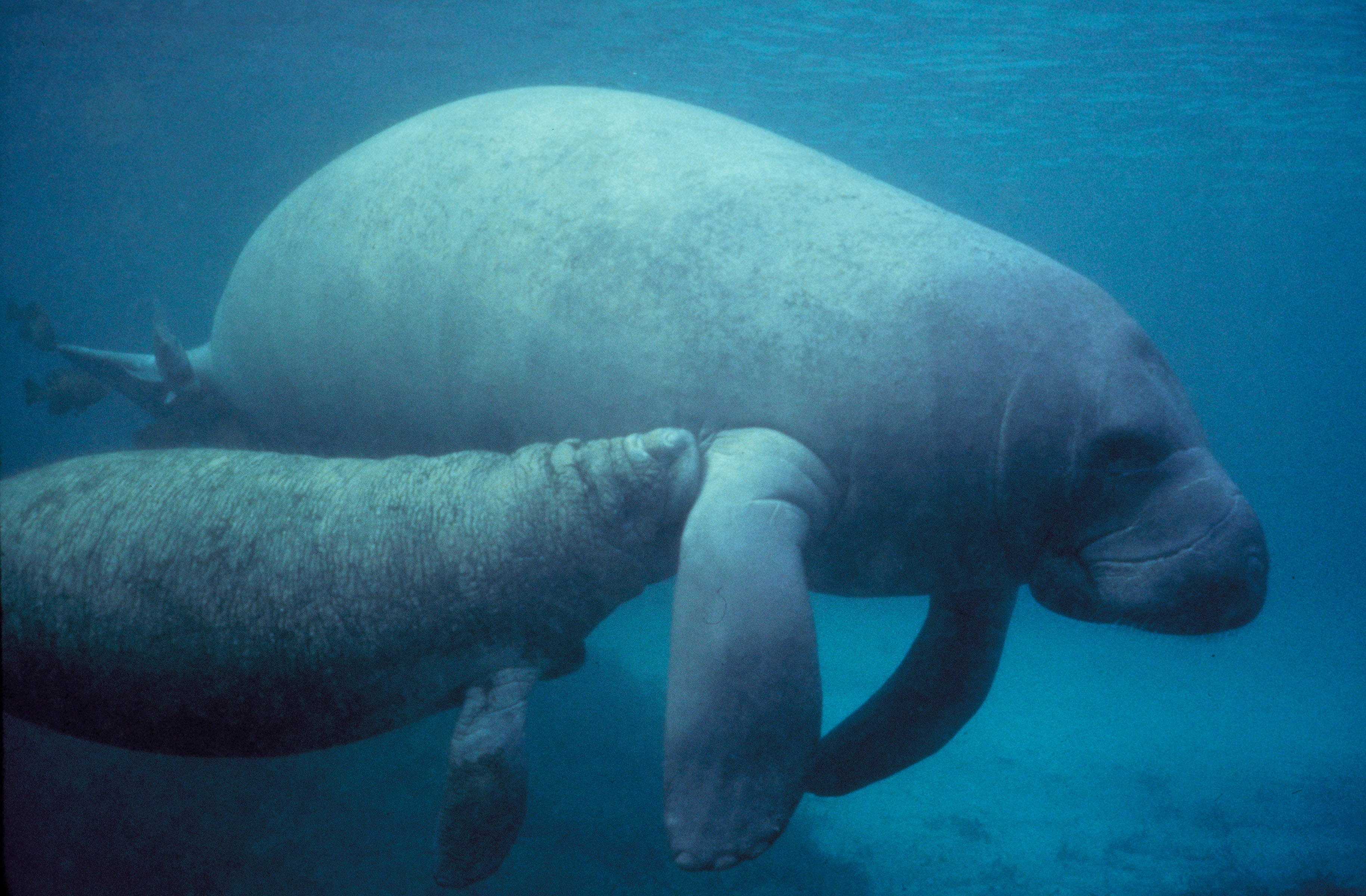
Un lamantino ed il suo cucciolo
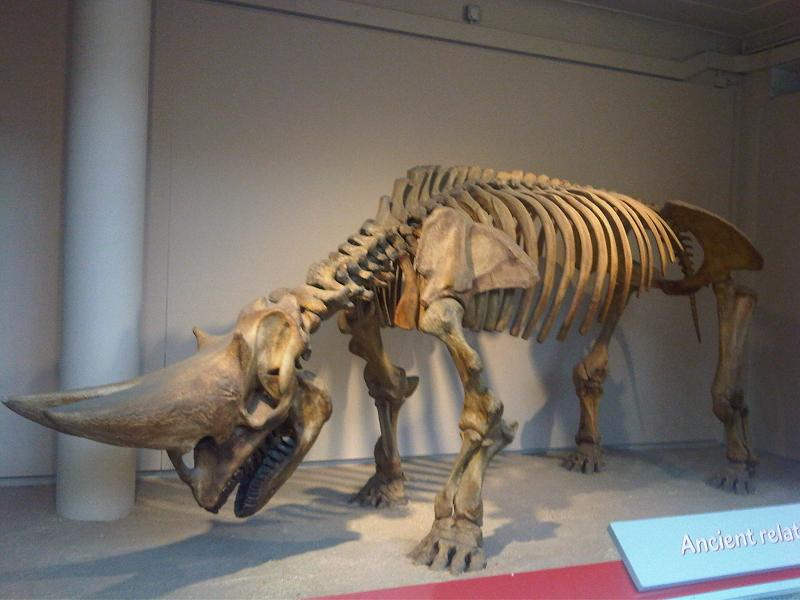
Gli embrithopodi, simili a rinoceronti
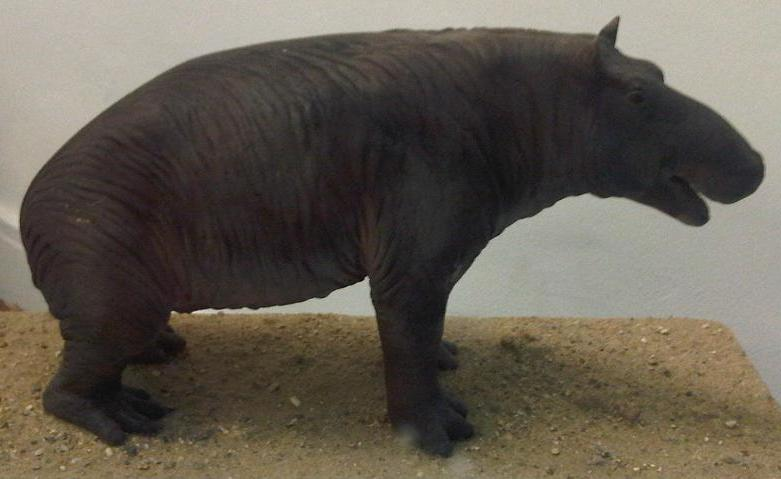
I desmostylia, l'unico ordine di mammiferi marini estinto. Potrebbero non essere paenungulati.

## Ordini estinti
Ciascuno degli ordini estinti, gli embrithopoda e i desmostylia, era unico nella loro biologia e nei loro comportamenti, così come i tre ordini esistenti. Gli embrithopoda erano mammiferi erbivori simili a rinoceronti con piedi plantigradi, mentre i desmostyli erano animali anfibi simili ad ippopotami. La loro postura, locomozione e dieta sono state oggetto di speculazioni, ma l'usura dei denti indica che i desmostylia brucavano piante terrestri e avevano una postura simile a quella di altri grandi mammiferi con gli zoccoli.